# Boucles de la Mayenne 2019

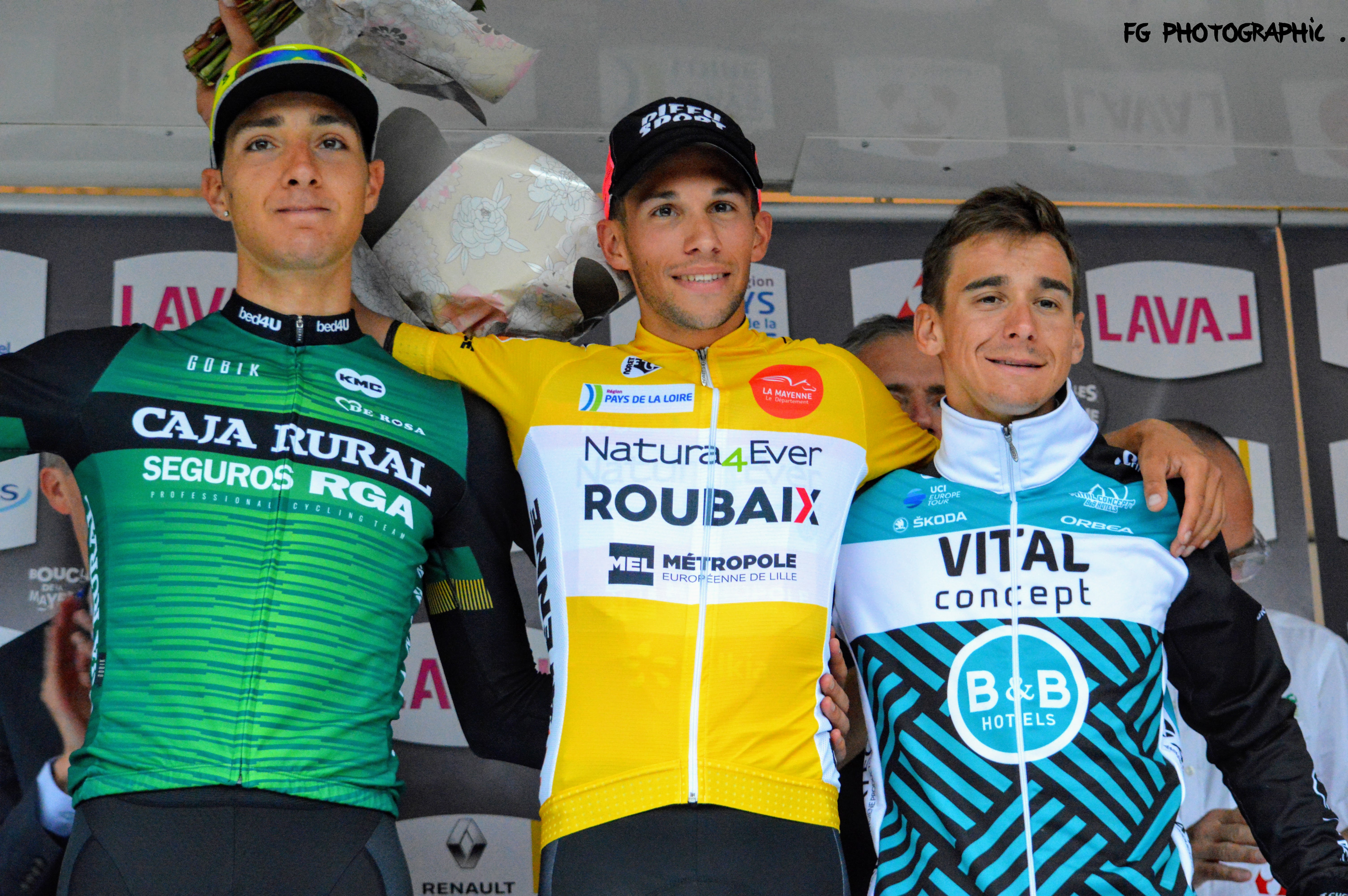
Podium final des boucles de la Mayenne 2019

La 45e édition des Boucles de la Mayenne a lieu du 6 au 10 juin 2019. La course fait partie du calendrier UCI Europe Tour 2019 en catégorie 2.1.

## Équipes participantes
Vingt équipes participent à la course : deux UCI WorldTeams, onze équipes continentales professionnelles et sept équipes continentales :
| WorldTeams (2)- AG2R La Mondiale - Groupama-FDJ Équipes continentales professionnelles (11)- Arkéa-Samsic - Total Direct Énergie - Caja Rural-Seguros RGA - Cofidis, Solutions Crédits - Euskadi Basque Country-Murias - Androni Giocattoli-Sidermec - Burgos-BH - Gazprom-RusVelo - Vital Concept-B&B Hotels - Delko-Marseille Provence - Sport Vlaanderen-Baloise Équipes continentales (7)- Development Team Sunweb - EvoPro Racing - Saint Michel-Auber 93 - Natura4Ever-Roubaix Lille Métropole - Pauwels sauzen-Vastgoedservice Continental Team - Swiss Racing Academy - IAM Excelsior |
| |

## Étapes
| Étape    | Date   | Villes étapes                      | type            | Distance (km) | Vainqueur d'étape | Leader du classement général |
| -------- | ------ | ---------------------------------- | --------------- | ------------- | ----------------- | ---------------------------- |
| Prologue | 6 juin | Laval – Laval                      | prologue        | 4,5           | Dorian Godon      | Dorian Godon                 |
| 2e étape | 7 juin | Saint-Berthevin – Changé           | étape de plaine | 183           | Mauricio Moreira  | Julien Duval                 |
| 3e étape | 8 juin | La Croixille – Lassay-les-Châteaux | étape vallonnée | 179           | Jon Aberasturi    | Thibault Ferasse             |
| 4e étape | 9 juin | Cossé-le-Vivien – Laval            | étape de plaine | 170           | Bryan Coquard     | Thibault Ferasse             |

## Déroulement de la course

### Prologue
| \| Classement de l'étape \| Classement de l'étape \| Classement de l'étape \| Classement de l'étape \| Classement de l'étape \| \| Coureur \| Coureur \| Pays \| Équipe \| Temps \| \| --------------------- \| --------------------- \| --------------------- \| ----------------------------------- \| --------------------- \| \| 1er \| Dorian Godon \| France \| AG2R La Mondiale \| 5 min 47 s \| \| 2e \| Bryan Coquard \| France \| Vital Concept-B&B Hotels \| + 4 s \| \| 3e \| Thibault Ferasse \| France \| Natura4Ever-Roubaix Lille Métropole \| + 7 s \| \| 4e \| Yoann Paillot \| France \| Saint Michel-Auber 93 \| + 7 s \| \| 5e \| Benoît Jarrier \| France \| Arkéa-Samsic \| + 9 s \| \| 6e \| Romain Seigle \| France \| Groupama-FDJ \| + 11 s \| \| 7e \| Marc Sarreau \| France \| Groupama-FDJ \| + 11 s \| \| 8e \| Julien Antomarchi \| France \| Natura4Ever-Roubaix Lille Métropole \| + 12 s \| \| 9e \| Leon Heinschke \| Allemagne \| Development Team Sunweb \| + 12 s \| \| 10e \| Romain Cardis \| France \| Total Direct Énergie \| + 12 s \| |                   |           |                                     |            |
| |                   |           |                                     |            |
| |                   |           |                                     |            |
| Classement de l'étape |                   |           |                                     |            |
| Coureur | Coureur           | Pays      | Équipe                              | Temps      |
| 1er | Dorian Godon      | France    | AG2R La Mondiale                    | 5 min 47 s |
| 2e | Bryan Coquard     | France    | Vital Concept-B&B Hotels            | + 4 s      |
| 3e | Thibault Ferasse  | France    | Natura4Ever-Roubaix Lille Métropole | + 7 s      |
| 4e | Yoann Paillot     | France    | Saint Michel-Auber 93               | + 7 s      |
| 5e | Benoît Jarrier    | France    | Arkéa-Samsic                        | + 9 s      |
| 6e | Romain Seigle     | France    | Groupama-FDJ                        | + 11 s     |
| 7e | Marc Sarreau      | France    | Groupama-FDJ                        | + 11 s     |
| 8e | Julien Antomarchi | France    | Natura4Ever-Roubaix Lille Métropole | + 12 s     |
| 9e | Leon Heinschke    | Allemagne | Development Team Sunweb             | + 12 s     |
| 10e | Romain Cardis     | France    | Total Direct Énergie                | + 12 s     |

| \| Classement général \| Classement général \| Classement général \| Classement général \| Classement général \| \| Coureur \| Coureur \| Pays \| Équipe \| Temps \| \| ------------------ \| ------------------ \| ------------------ \| ----------------------------------- \| ------------------ \| \| 1er \| Dorian Godon \| France \| AG2R La Mondiale \| 5 min 47 s \| \| 2e \| Bryan Coquard \| France \| Vital Concept-B&B Hotels \| + 4 s \| \| 3e \| Thibault Ferasse \| France \| Natura4Ever-Roubaix Lille Métropole \| + 7 s \| \| 4e \| Yoann Paillot \| France \| Saint Michel-Auber 93 \| + 7 s \| \| 5e \| Benoît Jarrier \| France \| Arkéa-Samsic \| + 9 s \| \| 6e \| Romain Seigle \| France \| Groupama-FDJ \| + 11 s \| \| 7e \| Marc Sarreau \| France \| Groupama-FDJ \| + 11 s \| \| 8e \| Julien Antomarchi \| France \| Natura4Ever-Roubaix Lille Métropole \| + 12 s \| \| 9e \| Leon Heinschke \| Allemagne \| Development Team Sunweb \| + 12 s \| \| 10e \| Romain Cardis \| France \| Total Direct Énergie \| + 12 s \| |                   |           |                                     |            |
| |                   |           |                                     |            |
| |                   |           |                                     |            |
| Classement général |                   |           |                                     |            |
| Coureur | Coureur           | Pays      | Équipe                              | Temps      |
| 1er | Dorian Godon      | France    | AG2R La Mondiale                    | 5 min 47 s |
| 2e | Bryan Coquard     | France    | Vital Concept-B&B Hotels            | + 4 s      |
| 3e | Thibault Ferasse  | France    | Natura4Ever-Roubaix Lille Métropole | + 7 s      |
| 4e | Yoann Paillot     | France    | Saint Michel-Auber 93               | + 7 s      |
| 5e | Benoît Jarrier    | France    | Arkéa-Samsic                        | + 9 s      |
| 6e | Romain Seigle     | France    | Groupama-FDJ                        | + 11 s     |
| 7e | Marc Sarreau      | France    | Groupama-FDJ                        | + 11 s     |
| 8e | Julien Antomarchi | France    | Natura4Ever-Roubaix Lille Métropole | + 12 s     |
| 9e | Leon Heinschke    | Allemagne | Development Team Sunweb             | + 12 s     |
| 10e | Romain Cardis     | France    | Total Direct Énergie                | + 12 s     |

### 1reétape
| \| Classement de l'étape \| Classement de l'étape \| Classement de l'étape \| Classement de l'étape \| Classement de l'étape \| \| Coureur \| Coureur \| Pays \| Équipe \| Temps \| \| --------------------- \| --------------------- \| --------------------- \| ----------------------------------- \| --------------------- \| \| 1er \| Mauricio Moreira \| Uruguay \| Caja Rural-Seguros RGA \| 4 h 52 min 29 s \| \| 2e \| Julien Duval \| France \| AG2R La Mondiale \| + 0 s \| \| 3e \| Wouter Wippert \| Pays-Bas \| EvoPro Racing \| + 4 s \| \| 4e \| Thibault Ferasse \| France \| Natura4Ever-Roubaix Lille Métropole \| + 7 s \| \| 5e \| Marc Sarreau \| France \| Groupama-FDJ \| + 8 s \| \| 6e \| Stijn Vandenbergh \| Belgique \| AG2R La Mondiale \| + 15 s \| \| 7e \| Steve Morabito \| Suisse \| Groupama-FDJ \| + 20 s \| \| 8e \| Niccolò Bonifazio \| Italie \| Total Direct Énergie \| + 42 s \| \| 9e \| Christophe Noppe \| Belgique \| Sport Vlaanderen-Baloise \| + 42 s \| \| 10e \| Cyril Barthe \| France \| Euskadi Basque Country-Murias \| + 42 s \| |                   |          |                                     |                 |
| |                   |          |                                     |                 |
| |                   |          |                                     |                 |
| Classement de l'étape |                   |          |                                     |                 |
| Coureur | Coureur           | Pays     | Équipe                              | Temps           |
| 1er | Mauricio Moreira  | Uruguay  | Caja Rural-Seguros RGA              | 4 h 52 min 29 s |
| 2e | Julien Duval      | France   | AG2R La Mondiale                    | + 0 s           |
| 3e | Wouter Wippert    | Pays-Bas | EvoPro Racing                       | + 4 s           |
| 4e | Thibault Ferasse  | France   | Natura4Ever-Roubaix Lille Métropole | + 7 s           |
| 5e | Marc Sarreau      | France   | Groupama-FDJ                        | + 8 s           |
| 6e | Stijn Vandenbergh | Belgique | AG2R La Mondiale                    | + 15 s          |
| 7e | Steve Morabito    | Suisse   | Groupama-FDJ                        | + 20 s          |
| 8e | Niccolò Bonifazio | Italie   | Total Direct Énergie                | + 42 s          |
| 9e | Christophe Noppe  | Belgique | Sport Vlaanderen-Baloise            | + 42 s          |
| 10e | Cyril Barthe      | France   | Euskadi Basque Country-Murias       | + 42 s          |

| \| Classement général \| Classement général \| Classement général \| Classement général \| Classement général \| \| Coureur \| Coureur \| Pays \| Équipe \| Temps \| \| ------------------ \| ------------------ \| ------------------ \| ----------------------------------- \| ------------------ \| \| 1er \| Julien Duval \| France \| AG2R La Mondiale \| 4 h 58 min 26 s \| \| 2e \| Thibault Ferasse \| France \| Natura4Ever-Roubaix Lille Métropole \| + 2 s \| \| 3e \| Mauricio Moreira \| Uruguay \| Caja Rural-Seguros RGA \| + 3 s \| \| 4e \| Marc Sarreau \| France \| Groupama-FDJ \| + 9 s \| \| 5e \| Wouter Wippert \| Pays-Bas \| EvoPro Racing \| + 29 s \| \| 6e \| Stijn Vandenbergh \| Belgique \| AG2R La Mondiale \| + 30 s \| \| 7e \| Steve Morabito \| Suisse \| Groupama-FDJ \| + 31 s \| \| 8e \| Dorian Godon \| France \| AG2R La Mondiale \| + 32 s \| \| 9e \| Bryan Coquard \| France \| Vital Concept-B&B Hotels \| + 36 s \| \| 10e \| Julien Antomarchi \| France \| Natura4Ever-Roubaix Lille Métropole \| + 44 s \| |                   |          |                                     |                 |
| |                   |          |                                     |                 |
| |                   |          |                                     |                 |
| Classement général |                   |          |                                     |                 |
| Coureur | Coureur           | Pays     | Équipe                              | Temps           |
| 1er | Julien Duval      | France   | AG2R La Mondiale                    | 4 h 58 min 26 s |
| 2e | Thibault Ferasse  | France   | Natura4Ever-Roubaix Lille Métropole | + 2 s           |
| 3e | Mauricio Moreira  | Uruguay  | Caja Rural-Seguros RGA              | + 3 s           |
| 4e | Marc Sarreau      | France   | Groupama-FDJ                        | + 9 s           |
| 5e | Wouter Wippert    | Pays-Bas | EvoPro Racing                       | + 29 s          |
| 6e | Stijn Vandenbergh | Belgique | AG2R La Mondiale                    | + 30 s          |
| 7e | Steve Morabito    | Suisse   | Groupama-FDJ                        | + 31 s          |
| 8e | Dorian Godon      | France   | AG2R La Mondiale                    | + 32 s          |
| 9e | Bryan Coquard     | France   | Vital Concept-B&B Hotels            | + 36 s          |
| 10e | Julien Antomarchi | France   | Natura4Ever-Roubaix Lille Métropole | + 44 s          |

### 2eétape
| \| Classement de l'étape \| Classement de l'étape \| Classement de l'étape \| Classement de l'étape \| Classement de l'étape \| \| Coureur \| Coureur \| Pays \| Équipe \| Temps \| \| --------------------- \| --------------------- \| --------------------- \| ----------------------------- \| --------------------- \| \| 1er \| Jon Aberasturi \| Espagne \| Caja Rural-Seguros RGA \| 4 h 12 min 41 s \| \| 2e \| Hugo Hofstetter \| France \| Cofidis, Solutions Crédits \| + 1 s \| \| 3e \| Romain Cardis \| France \| Total Direct Énergie \| + 1 s \| \| 4e \| Flavien Maurelet \| France \| Saint Michel-Auber 93 \| + 1 s \| \| 5e \| Christophe Noppe \| Belgique \| Sport Vlaanderen-Baloise \| + 1 s \| \| 6e \| Wouter Wippert \| Pays-Bas \| EvoPro Racing \| + 1 s \| \| 7e \| Julien Trarieux \| France \| Delko Marseille Provence \| + 1 s \| \| 8e \| Cyril Barthe \| France \| Euskadi Basque Country-Murias \| + 1 s \| \| 9e \| Dorian Godon \| France \| AG2R La Mondiale \| + 1 s \| \| 10e \| Jérémy Leveau \| France \| Delko Marseille Provence \| + 1 s \| |                  |          |                               |                 |
| |                  |          |                               |                 |
| |                  |          |                               |                 |
| Classement de l'étape |                  |          |                               |                 |
| Coureur | Coureur          | Pays     | Équipe                        | Temps           |
| 1er | Jon Aberasturi   | Espagne  | Caja Rural-Seguros RGA        | 4 h 12 min 41 s |
| 2e | Hugo Hofstetter  | France   | Cofidis, Solutions Crédits    | + 1 s           |
| 3e | Romain Cardis    | France   | Total Direct Énergie          | + 1 s           |
| 4e | Flavien Maurelet | France   | Saint Michel-Auber 93         | + 1 s           |
| 5e | Christophe Noppe | Belgique | Sport Vlaanderen-Baloise      | + 1 s           |
| 6e | Wouter Wippert   | Pays-Bas | EvoPro Racing                 | + 1 s           |
| 7e | Julien Trarieux  | France   | Delko Marseille Provence      | + 1 s           |
| 8e | Cyril Barthe     | France   | Euskadi Basque Country-Murias | + 1 s           |
| 9e | Dorian Godon     | France   | AG2R La Mondiale              | + 1 s           |
| 10e | Jérémy Leveau    | France   | Delko Marseille Provence      | + 1 s           |

| \| Classement général \| Classement général \| Classement général \| Classement général \| Classement général \| \| Coureur \| Coureur \| Pays \| Équipe \| Temps \| \| ------------------ \| ------------------ \| ------------------ \| ----------------------------------- \| ------------------ \| \| 1er \| Thibault Ferasse \| France \| Natura4Ever-Roubaix Lille Métropole \| 9 h 11 min 10 s \| \| 2e \| Mauricio Moreira \| Uruguay \| Caja Rural-Seguros RGA \| + 8 s \| \| 3e \| Wouter Wippert \| Pays-Bas \| EvoPro Racing \| + 27 s \| \| 4e \| Stijn Vandenbergh \| Belgique \| AG2R La Mondiale \| + 28 s \| \| 5e \| Dorian Godon \| France \| AG2R La Mondiale \| + 30 s \| \| 6e \| Bryan Coquard \| France \| Vital Concept-B&B Hotels \| + 34 s \| \| 7e \| Steve Morabito \| Suisse \| Groupama-FDJ \| + 36 s \| \| 8e \| Julien Antomarchi \| France \| Natura4Ever-Roubaix Lille Métropole \| + 42 s \| \| 9e \| Kévin Le Cunff \| France \| Saint Michel-Auber 93 \| + 43 s \| \| 10e \| Christophe Noppe \| Belgique \| Sport Vlaanderen-Baloise \| + 43 s \| |                   |          |                                     |                 |
| |                   |          |                                     |                 |
| |                   |          |                                     |                 |
| Classement général |                   |          |                                     |                 |
| Coureur | Coureur           | Pays     | Équipe                              | Temps           |
| 1er | Thibault Ferasse  | France   | Natura4Ever-Roubaix Lille Métropole | 9 h 11 min 10 s |
| 2e | Mauricio Moreira  | Uruguay  | Caja Rural-Seguros RGA              | + 8 s           |
| 3e | Wouter Wippert    | Pays-Bas | EvoPro Racing                       | + 27 s          |
| 4e | Stijn Vandenbergh | Belgique | AG2R La Mondiale                    | + 28 s          |
| 5e | Dorian Godon      | France   | AG2R La Mondiale                    | + 30 s          |
| 6e | Bryan Coquard     | France   | Vital Concept-B&B Hotels            | + 34 s          |
| 7e | Steve Morabito    | Suisse   | Groupama-FDJ                        | + 36 s          |
| 8e | Julien Antomarchi | France   | Natura4Ever-Roubaix Lille Métropole | + 42 s          |
| 9e | Kévin Le Cunff    | France   | Saint Michel-Auber 93               | + 43 s          |
| 10e | Christophe Noppe  | Belgique | Sport Vlaanderen-Baloise            | + 43 s          |

### 3eétape
| \| Classement de l'étape \| Classement de l'étape \| Classement de l'étape \| Classement de l'étape \| Classement de l'étape \| \| Coureur \| Coureur \| Pays \| Équipe \| Temps \| \| --------------------- \| --------------------- \| --------------------- \| --------------------- \| --------------------- \| |         |      |        |       |
| |         |      |        |       |
| |         |      |        |       |
| Classement de l'étape |         |      |        |       |
| Coureur | Coureur | Pays | Équipe | Temps |

## Classements finals

### Classement général final
| \| Classement général \| Classement général \| Classement général \| Classement général \| Classement général \| \| Coureur \| Coureur \| Pays \| Équipe \| Temps \| \| ------------------ \| ------------------ \| ------------------ \| ------------------ \| ------------------ \| |         |      |        |       |
| |         |      |        |       |
| Source : ProCyclingStats |         |      |        |       |
| Classement général |         |      |        |       |
| Coureur | Coureur | Pays | Équipe | Temps |

### Classements annexes
| Classement par points | Classement par points | Classement par points | Classement par points | Classement par points |
| Coureur               | Coureur               | Pays                  | Équipe                | Points                |
| --------------------- | --------------------- | --------------------- | --------------------- | --------------------- |

| Classement par points | Classement par points | Classement par points | Classement par points | Classement par points |
| Coureur               | Coureur               | Pays                  | Équipe                | Points                |
| --------------------- | --------------------- | --------------------- | --------------------- | --------------------- |

| Classement de la montagne | Classement de la montagne | Classement de la montagne | Classement de la montagne | Classement de la montagne |
| Coureur                   | Coureur                   | Pays                      | Équipe                    | Points                    |
| ------------------------- | ------------------------- | ------------------------- | ------------------------- | ------------------------- |

| Classement de la montagne | Classement de la montagne | Classement de la montagne | Classement de la montagne | Classement de la montagne |
| Coureur                   | Coureur                   | Pays                      | Équipe                    | Points                    |
| ------------------------- | ------------------------- | ------------------------- | ------------------------- | ------------------------- |

| Classement du meilleur jeune | Classement du meilleur jeune | Classement du meilleur jeune | Classement du meilleur jeune | Classement du meilleur jeune |
| Coureur                      | Coureur                      | Pays                         | Équipe                       | Temps                        |
| ---------------------------- | ---------------------------- | ---------------------------- | ---------------------------- | ---------------------------- |

| Classement du meilleur jeune | Classement du meilleur jeune | Classement du meilleur jeune | Classement du meilleur jeune | Classement du meilleur jeune |
| Coureur                      | Coureur                      | Pays                         | Équipe                       | Temps                        |
| ---------------------------- | ---------------------------- | ---------------------------- | ---------------------------- | ---------------------------- |

| Classement par équipes | Classement par équipes | Classement par équipes | Classement par équipes |
| Équipe                 | Équipe                 | Pays                   | Temps                  |
| ---------------------- | ---------------------- | ---------------------- | ---------------------- |

| Classement par équipes | Classement par équipes | Classement par équipes | Classement par équipes |
| Équipe                 | Équipe                 | Pays                   | Temps                  |
| ---------------------- | ---------------------- | ---------------------- | ---------------------- |

## Évolution des classements
| Étape              | Vainqueur          | Classement général | Classement par points | Classement de la montagne | Classement du meilleur jeune | Classement par équipes              |
| ------------------ | ------------------ | ------------------ | --------------------- | ------------------------- | ---------------------------- | ----------------------------------- |
| P                  | Dorian Godon       | Dorian Godon       | Dorian Godon          | non-décerné               | Dorian Godon                 | Natura4Ever-Roubaix-Lille Métropole |
| 1                  | Mauricio Moreira   | Julien Duval       | Thibault Ferasse      | Fabien Schmidt            | Dorian Godon                 | AG2R La Mondiale                    |
| 2                  | Jon Aberasturi     | Thibault Ferasse   | Thibault Ferasse      | Fabien Schmidt            | Dorian Godon                 | Sport Vlaanderen-Baloise            |
| 3                  | Bryan Coquard      | Thibault Ferasse   | Jon Aberasturi        | Fabien Schmidt            | Dorian Godon                 | Sport Vlaanderen-Baloise            |
| Classements finals | Classements finals | Thibault Ferasse   | Jon Aberasturi        | Fabien Schmidt            | Dorian Godon                 | Sport Vlaanderen-Baloise            |